# Schneekopfkugel

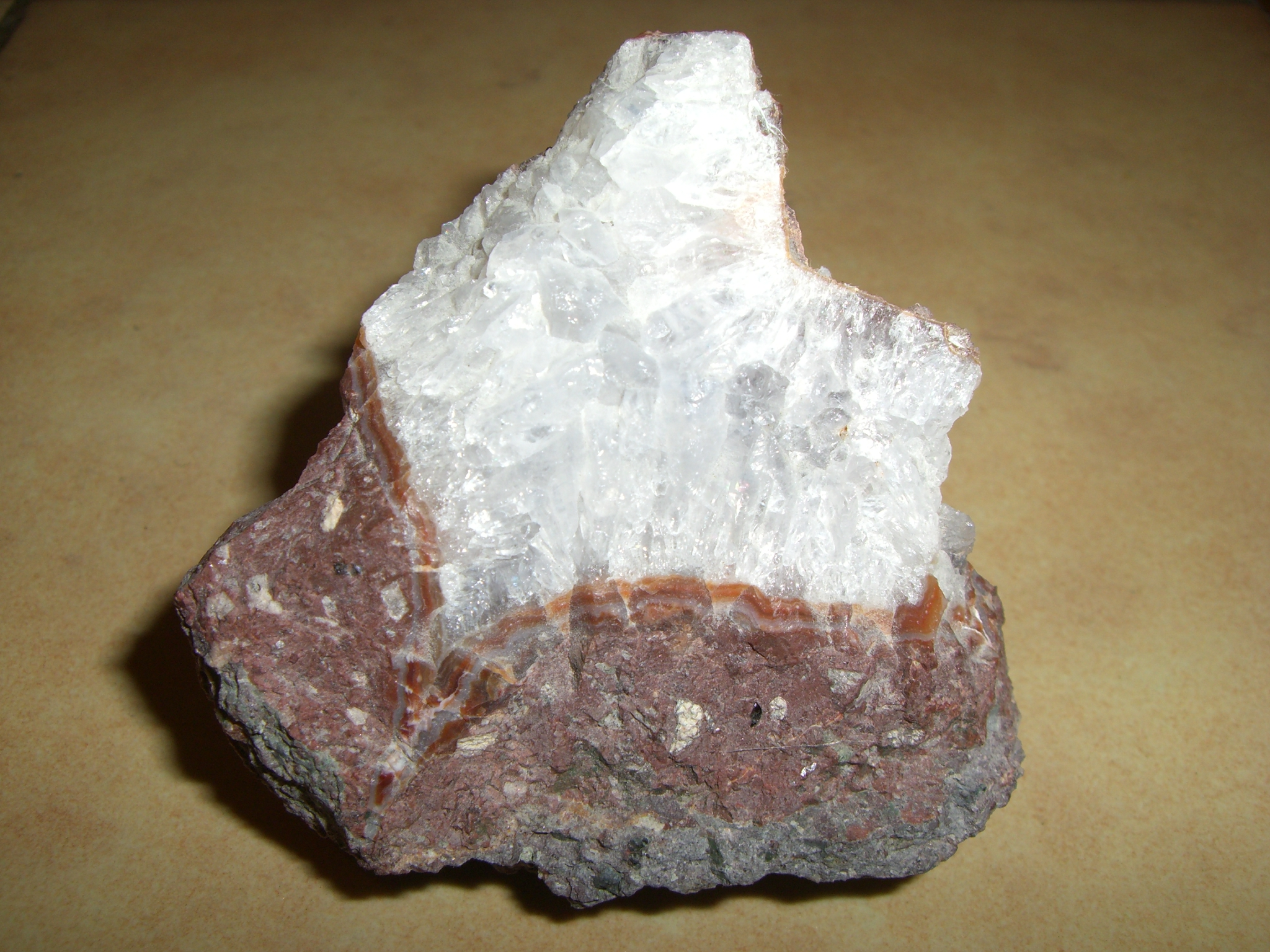
Bruchstück einer Schneekopfkugel, Oberhof

Schneekopfkugeln (wissenschaftlich Lithophysen) sind mineralgefüllte Gesteinshohlräume (Geoden, Drusen), welche in Thüringen zu finden sind. Den Namen haben die Steine ihrem Hauptfundort zu verdanken, da sie rund um den Schneekopf bei Gehlberg, inmitten des Thüringer Waldes, vorkommen. Bildungen gleicher Entstehung sind von vielen Orten bekannt, an denen vulkanische Gesteine vorkommen, so etwa rund um Idar-Oberstein in Rheinland-Pfalz.

## Aufbau und Gestalt
Die Schneekopfkugel ist ein kugelförmiges oder sphäroidisches Steingebilde. Meist ist es zwar in Form einer Kugel zu finden, kann jedoch auch in aufgesplitterter Form auftreten. Die Schneekopfkugeln sind meist vollständig mit Achat, Chalcedon oder Quarzkristallen gefüllt (siehe auch Mandel). Hin und wieder finden sich auch Ansätze von Jaspis oder Amethyst. Nicht selten wachsen hierauf Hämatit- oder Fluoritkristalle. Die mineralische Füllung zeigt häufig ein Geopetalgefüge.
Die zwischen wenige Zentimetern und bis zu zwei Metern messenden Kugeln kommen in vulkanischem Ergussgestein wie Porphyr oder Porphyriten vor. So besteht der Außenmantel der Kugeln meist aus Porphyr. Die Porphyrgrundmasse, welche die Schneekopfkugeln umgibt, ist wesentlich weicher als das Innere der Kugeln. Hierdurch verwittert diese Außenhülle schneller, so dass der Inhalt freigelegt wird.
Die Schneekopfkugeln entstanden im Perm vor etwa 250 Mio. Jahren durch Gasblasenbildung in der Lavamasse. In den durch die Gasblasen geschaffenen Hohlräumen kristallisierten später die Kristalle durch Ausscheidung aus mineralisiertem Wasser.